# Episodi de Il giovane ispettore Morse (terza stagione)
La terza stagione della serie televisiva de Il giovane ispettore Morse, composta da 4 episodi, è stata trasmessa sul canale inglese ITV dal 3 al 24 gennaio 2016. In Italia è stata trasmessa su Paramount Network dall'8 al 29 aprile 2020.
| n° | Titolo originale | Titolo Italiano | Prima TV originale | Prima TV Italia |
| -- | ---------------- | --------------- | ------------------ | --------------- |
| 1  | Ride             | Giostra         | 3 gennaio 2016     | 8 aprile 2020   |
| 2  | Arcadia          | Arcadia         | 10 gennaio 2016    | 15 aprile 2020  |
| 3  | Prey             | Preda           | 17 gennaio 2016    | 22 aprile 2020  |
| 4  | Coda             | Coda            | 24 gennaio 2016    | 29 aprile 2020  |

## Giostra
- Titolo originale Ride
- Diretto da: Sandra Goldbacher
- Scritto da: Russell Lewis

### Trama
Marzo 1967. Morse è deluso e rattristato dopo aver trascorso ingiustamente un mese in prigione a seguito del suo ultimo caso e, anche se viene scagionato, riflette sul suo futuro con la polizia. Dopo essersi trasferito in un cottage isolato sul lago, Morse fa amicizia con un milionario infelice e i suoi amici. In un luna park a Cowley Green una ragazza, Jeannie Hearne, scompare apparentemente senza spiegazioni. La mattina dopo il suo corpo viene ritrovato con ripetuti segni di pneumatici sul corpo, segno evidente di un premeditato investimento. l'ispettore Thursday indaga e scopre che sono coinvolti i nuovi amici di Morse e quando l'amico milionario di Morse viene ucciso, egli si rende conto che il suo futuro è come detective e la soluzione sta nel luna park dove Jeannie è scomparsa. Certamente Fred Thursday lo vuole di nuovo in ufficio e anche il sovrintendente capo Bright vorrebbe quasi scusarsi con lui e lasciare che il passato sia passato. Endeavor ha bisogno solo di un'indagine per mantenerlo concentrato, un enigma da risolvere, cioè l'assassino di Jeannie da consegnare alla giustizia.

## Arcadia
- Titolo originale: Arcadia
- Diretto da: Bryn Higgins
- Scritto da: Russell Lewis

### Trama
Aprile 1967 - Morse è tornato al lavoro dopo i drammatici eventi della terza serie. Quando l'artista e pittore naif Simon Hallward muore in un terribile incendio nel suo appartamento, la polizia inizialmente presume che la morte  sia un incidente; tuttavia, l'attenzione di Morse viene attratta da una macchina del the accanto al letto del morto che sembra essere stata la causa dell'incendio. Ulteriori indagini rivelano che Hallward era responsabile dell'avvelenamento del cibo fornito al supermercato locale Richardson's. Questa risulta essere stata la causa di un misterioso recente malore che ha causato la morte di una donna del posto. I legami di Hallward con una comunità Hippy gestita dal prepotente Gideon Finn incuriosiscono Morse, mentre la relazione di Finn con Ayesha, vittima di plagio, attira l'ira di Thursday. Gli obiettivi di questa campagna di odio sembrano essere il proprietario del supermercato Leo Richardson e sua moglie Annette. L'attivista politico Cuthbert Mukamba accusa Richardson per il possibile coinvolgimento della sua catena di supermercati nell'importazione di merci rhodesiane proibite a causa dell'embargo a cui è sottoposta la Rhodesia a causa della segregazione razziale, dandogli un motivo plausibile per trasformare la protesta pacifica in terrorismo e il direttore del supermercato; Ivor Maddox è in conflitto con il suo datore di lavoro,poiché suo nonno era un comproprietario dell'azienda, fondata su saldi principi quaccheri, fino a quando le sue convinzioni pacifiste non entrarono in conflitto con la decisione del suo socio di rifornire l'esercito di provviste durante la prima guerra mondiale. Emerge presto che Richardson è da tempo bersaglio di un ricattatore e le lettere minatorie ricevute, interpretate inizialmente come opera di un pazzoide, si avverano con il rapimento di sua figlia Verity, dimostrando che i responsabili fanno sul serio. Quando il o i rapitori chiamano per chiedere 100.000 sterline di riscatto in cambio della vita di Verity, l'indagine si trasforma in una frenetica corsa contro il tempo. Morse si offre volontario per consegnare il riscatto e con il suo collega, il sergente Peter Jakes, riesce a salvare Verity... ma la verità inaspettata e insospettabile si cela proprio nella sfera delle amicizie della ragazza in cui ella stessa è coinvolta. Jakes con questa puntata esce di scena, dando le dimissioni da sergente, per sposare una ragazza americana,  Hope, e trasferirsi con lei nell'azienda della  sua famiglia nel Wyoming.

## Preda
- Titolo originale: Prey
- Diretto da: Lawrence Gough
- Scritto da: Russell Lewis

### Trama
Maggio 1967 - Quando Ingrid Hjort scompare dopo una serata passata in una scuola serale di lingua spagnola, la polizia non trova traccia dell'au pair danese. Il suo datore di lavoro, lo scienziato vedovo tassidermista Dr Hector Lorenz afferma di non sapere nulla della sua scomparsa, mentre i suoi compagni, studenti della scuola serale, sono altrettanto all'oscuro. Thursday è convinto che il presunto omicidio sia legato alla violenta aggressione del 1963, esattamente quattro anni prima, subito da un'altra giovane donna, in coma da quella data, ma in assenza del corpo di Ingrid nulla può essere provato. L'indagine prende presto una piega macabra quando il braccio mozzato di un uomo viene recuperato dal fiume. La vittima, Ricky Parker, si trovava di notte sulla riva del fiume con gli amici quando è scomparso senza lasciare traccia. Morse viene quindi inviato a cercare dove si trovi Moxem, un birdwatcher anch'egli scomparso nei boschi intorno Oxford, ma il giovane ispettore trova solo la sua tenda strappata. Il massacro di un cane e di una capra in una vicina casa di famiglia è il primo segno che l'assassino in questo caso particolare, potrebbe essere non altro che un animale esotico, infatti i segni sul braccio di Parker sono coerenti con l'attacco di un grosso felino. Le indagini sembrano indicare la tenuta di proprietà della famiglia aristocratica Mortmaigne, il cui componente Guy ha in programma di trasformarla in un parco safari, nonostante la sorella Georgina sia ancora psicologicamente e fisicamente sofferente, essendo stata attaccata da ragazza da una tigre. L'intreccio della trama prevede due indagini parallele forse collegate: l'aggressione della ragazza del 1963 e la scomparsa di Ingrid, tutto è pronto per uno scontro terrificante che metterà alla prova le riserve di coraggio di Morse. Nel mentre Strange è stato promosso a sergente al posto del dimissionario Jakes, il rapporto tra lui e Morse è un poco combattivo, nonostante i tentativi di conquistare il suo collega regalandogli un LP di musica classica, è chiaro che le cose non saranno mai più le stesse. Lentamente ma inesorabilmente, Morse è diventato allo stesso tempo triste e cinico, ma di certo non ha perso il coraggio, come dimostra la conclusione emozionante e tesa di questo episodio.

## Coda
- Titolo originale: Coda
- Diretto da: Olivier Blackburn
- Scritto da: Russell Lewis

### Trama
Giugno 1967 - La storia inizia con il funerale di Harry Rose, l'amico gangster di Bixby dell'episodio "Giostra", Morse, Strange e Thursday, accompagnati dalla giornalista Miss Frazil, osservano la scena: chi riempirà il vuoto di potere ? Potrebbero essere i trafficanti di rottami metallici Cole e Peter Matthews e il loro tirapiedi Tommy Thompson ? E che dire di Larry Nelson, un avvocato ? La moglie di Peter Matthews sembra certamente sconvolta: interrompe il funerale prendendo a pugni la vedova di Harry Rose. Morse supera l'esame di sergente, mentre viene ucciso Clissold, un cliente della Oxford Bank in cui è impiegata Joan, la figlia di Thursday, il bagagliaio dell'uomo è pieno di film porno. Fred affronta la famiglia Matthews e litiga con Morse per il modo rude e violento con cui ha trattato un informatore e viene per questo sottoposto a un provvedimento disciplinare con sospensione di alcuni giorni. Morse cerca un libretto bancario mancante, che potrebbe essere la vera ragione della rapina e incontra a un concerto il suo vecchio tutore del Lonsdale College Lorimer. L'uomo lo informa che sua moglie, Nina, con cui non convive più, ha una storia con Marlock, il losco proprietario di un bingo, e gli chiede di esaminare il passato dell'uomo, ritenendo la moglie in pericolo. Morse è riluttante, ma accetta quando Lorimer gli rammenta della sua infatuazione per Susan, la "bionda dagli occhi castani" che ancora perseguita la vita interiore del giovane. Morse escogita allora un incontro con Nina sospettando che Marlock abbia ucciso Clissold e indaga per saperne di più, mentre nota Joan intrattenersi nel locale bingo con lo stesso Marlock, mettendola in guardia da lui. Nina spiega che Clissold l'aveva coinvolta nel mondo del cinema porno e Lorimer lo aveva per questo minacciato. Morse lavora sulla teoria secondo cui il libretto della banca mancante potrebbe in effetti elencare i clienti dei film di Clissold e mentre il giovane ispettore recupera questo dalla cassetta di sicurezza di Clissold, i complici di Matthews fanno irruzione nella banca. All'arrivo del sovraintendente capo Bright con la sua squadra di poliziotti armati, l'autista dei malviventi che era in auto di fuori ad aspettare i complici, preso dal panico spara a un poliziotto e fugge mentre Morse, Nina e Joan rimangono intrappolati nella banca nelle mani dei ladri. Thursday, pur se sospeso, si precipita in soccorso della figlia, tutti gli ostaggi vengono caricati su un pulmino sotto le armi dei malviventi ad eccezione di Morse e Joan, ritenuti ostaggi importanti nelle mani del capobanda. Nella sparatoria che segue gli ostaggi nel pulmino vengono liberati grazie all'intervento di una giovane poliziotta mentre Morse e Joan vengono salvati da Thursday. Alla fine dell'episodio rimangono Thursday e la moglie Win affranti poiché il figlio Sam parte per la carriera militare e la figlia Joan va via da casa senza alcun apparente motivo, lasciando una lettera di commiato ai genitori.